# Kost (Einheit)
Kost, auch mit Wurf bezeichnet, gehört zu den älteren Zählmaßen in Schweden.
- 1 Kost/Wurf = 4 Stück
- 20 Kost = 1 Vol/Wall = 80 Stück